# Santo Aleixo de Além-Tâmega
Santo Aleixo de Além-Tâmega ist ein Ort und eine ehemalige Gemeinde (Freguesia) im portugiesischen Kreis Ribeira de Pena. Die Gemeinde hatte 368 Einwohner (Stand 30. Juni 2011).
Am 29. September 2013 wurden die Gemeinden Santo Aleixo de Além-Tâmega und Ribeira de Pena (Salvador) zur neuen Gemeinde União das Freguesias de Ribeira de Pena (Salvador) e Santo Aleixo de Além-Tâmega zusammengeschlossen.